# Albarreal de Tajo (kommun)
Albarreal de Tajo är en kommun i Spanien. Den ligger i provinsen Toledo och regionen Kastilien-La Mancha, i den centrala delen av landet, 70 km sydväst om huvudstaden Madrid. Antalet invånare är 743. Arean är 42 kvadratkilometer. Albarreal de Tajo gränsar till Argés, Burujón, Polán, Rielves och Toledo.
Terrängen i Albarreal de Tajo är huvudsakligen platt, men åt sydost är den kuperad.